# Tablettenteiler

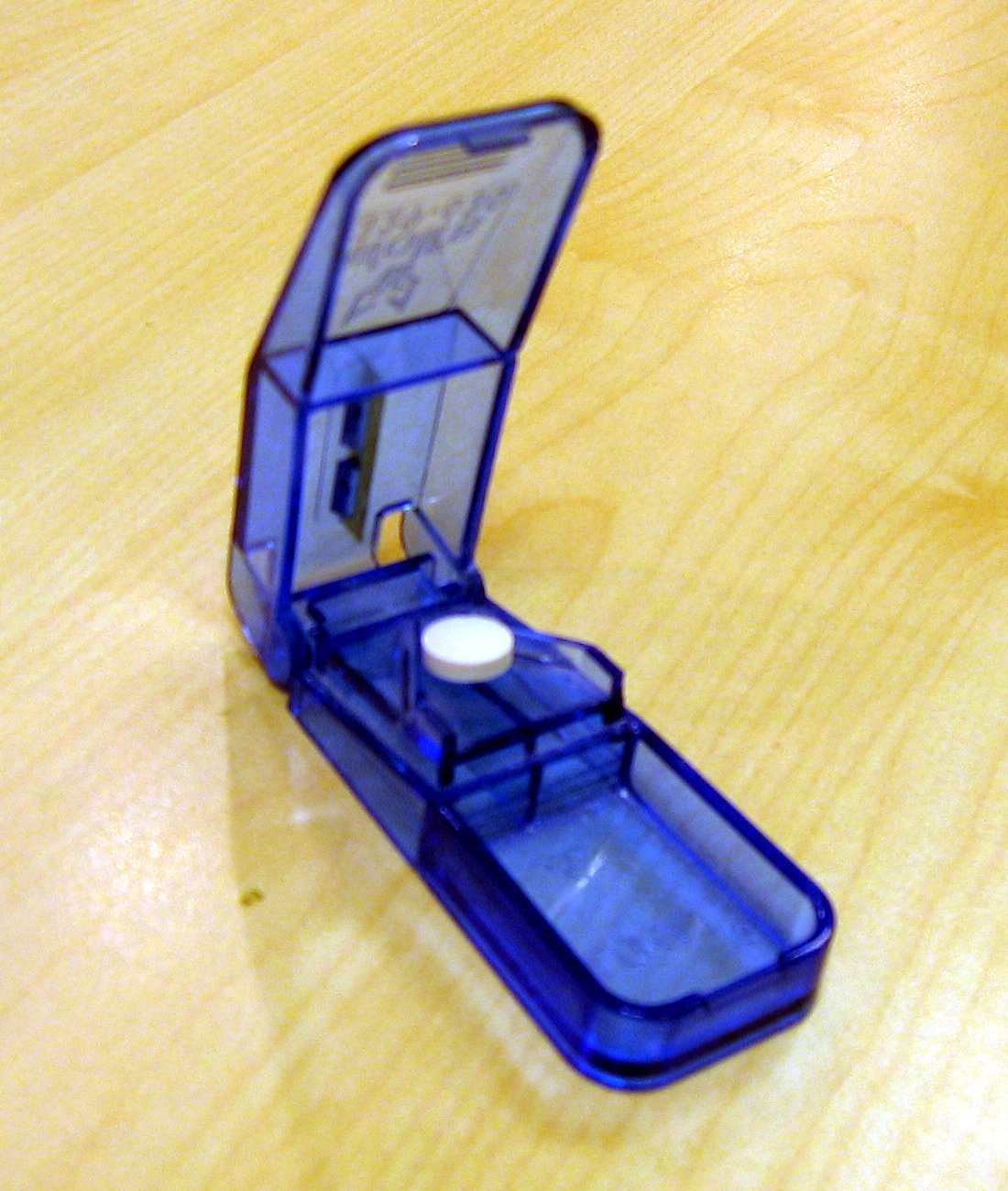
Tablettenteiler

Der Tablettenteiler ist ein mechanisches Gerät zur Teilung von Tabletten. Er enthält eine harte Klinge, welche die Tablette in zwei ungefähr gleich große Teile teilt. Der Tablettenteiler wird insbesondere aus Gründen der individuellen Dosisanpassung aus Kosteneinsparungsgründen bei Arzneimitteln genutzt.

## Aufbau
Tablettenteiler weisen zumeist die Form einer Klappschachtel auf. Auf der Innenseite der einen Hälfte der Klappschachtel befindet sich eine harte Klinge, auf der Innenseite der anderen Hälfte eine Furche oder Halterung zur Befestigung der zu teilenden Tablette. Durch Zuklappen wird die Tablette in zwei ungefähr gleich große Teile geteilt. Häufig enthält der Tablettenteiler noch ein Fach, in dem die nicht benötigte Tablettenhälfte gelagert werden kann.

## Nutzen und Grenzen
Etwa 50 % der deutschen Patienten teilen mindestens eines ihrer verordneten Arzneimittel. Neben dem Teilen von Tabletten direkt mit der Hand werden insbesondere Küchenmesser oder Tablettenteiler als Hilfsmittel genutzt. Das Tablettenteilen bietet die Möglichkeit, die Dosierung individuell anzupassen. Eine solche Anpassung ist insbesondere dann wünschenswert, wenn ein Arzneimittel in der gewünschten Dosis nicht auf dem Markt ist oder wenn ein- oder ausschleichende Dosierungen erforderlich sind. Ein weiterer häufig genannter Grund sind die Kosten für den Patienten und ggf. den verordnenden Arzt. Da der Preis eines Arzneimittels in der Regel nicht linear mit seiner Dosis zunimmt können durch Teilen eines höherdosierten Arzneimittels Kosten gespart werden. Zudem wird die Reichweite der Arzneimittelpackung verlängert. Seltener werden Tabletten zur Erleichterung der Einnahme, insbesondere bei Schluckbeschwerden, geteilt.
Nicht alle Tabletten können geteilt werden. Insbesondere Tabletten mit einem magensaftresistenten Überzug (magensaftresistente Tabletten), Manteltabletten und osmotische Systeme (z. B. OROS) eigen sich nicht zur Teilung. Bei Retardtabletten kann die Wirkstofffreisetzungsgeschwindigkeit verändert sein. Im Einzelfall kann das Tablettenteilen durch Freisetzung der Arzneistoffe auch eine unmittelbar schädigende Wirkung auf die Tabletten teilende Person oder Dritte, die mit Stäuben der geteilten Tabletten in Berührung kommen, haben. Ob ein Teilen möglich ist, lässt sich nicht immer aus der Gebrauchsinformation oder der Fachinformation des Arzneimittels entnehmen. Auch eine Rille oder Kerbe auf einer Tablette ist kein Hinweis auf eine mögliche Teilbarkeit. Viele nicht zur Teilung vorgesehene Tabletten weisen sogenannte Schmuckrillen oder -kerben auf.
Die auf dem Markt befindlichen Tablettenteiler unterscheiden sich in ihrer Teilungsgenauigkeit. Das Ergebnis bei der Nutzung eines geeigneten Tablettenteilers ist im Allgemeinen exakter als bei der manuellen Teilung. Insbesondere bei prinzipiell teilbaren Tabletten ohne Bruchkerbe erweisen sich Tablettenteiler als überlegen.